# Pascal Boulhol
Pascal Boulhol (né en 1959) est un latiniste et helléniste français, professeur depuis 2000 à l'université de Provence devenue université d'Aix-Marseille.

## Biographie
Né à Paris en 1959, ancien élève de l'École normale supérieure (1979-1985) puis du Pontificio istituto di archeologia cristiana (1984-1986), Pascal Boulhol est reçu à l'agrégation de lettres classiques en 1982. Il enseigne dans le second degré (1987-1991), puis soutient en 1991, à Paris-IV Sorbonne, une thèse de doctorat de lettres, intitulée Famille et sainteté dans l'hagiographie antique, des origines au VIe siècle et ayant pour directeur Jacques Fontaine.
Il accède, la même année, au poste de maître de conférences de langue et littérature latines à l'université d'Aix-Marseille, où il devient professeur en 2000. Il est rattaché au Centre Paul-Albert Février (UMR 6125, puis 7297, actuellement TDMAM).
Président de l'association « Connaissance hellénique » depuis 2003, il a été de 2009 à 2012 le rédacteur en chef de son organe la revue de culture grecque Ho Lukhnos. Connaissance Hellénique, qui continue à vivre sa vie en ligne.
Ses domaines de recherche sont principalement l'hagiographie grecque et latine de l'Antiquité et du haut Moyen Âge, la littérature patristique, les débats doctrinaux de l’époque carolingienne et l'histoire des études helléniques en France entre l'Antiquité tardive et la Renaissance.

## Ouvrages
- Anagnorismos. La scène de reconnaissance dans l'hagiographie antique et médiévale. Aix-en-Provence, Publications de l’université de Provence, 1996.
- avec Françoise Gaide & Mireille Loubet (éd.), Guérisons du corps et de l’âme. Approches pluridisciplinaires. Aix-en-Provence, Publications de l’université de Provence, « Textes et documents de la Méditerranée antique et médiévale », 2006.
- Claude de Turin. Un évêque iconoclaste dans l'Occident carolingien. Suivi de l'édition du « Commentaire sur Josué ». Paris, Institut d'Études Augustiniennes, 2002 (Collection des Études Augustiniennes. Série Moyen Âge et Temps Modernes, 38).
- La connaissance de la langue grecque dans la France médiévale (VIe – XVe siècle)s). Aix-en-Provence, Publications de l’université de Provence, « Textes et documents de la Méditerranée antique et médiévale », 2008.
- Grec langaige n’est pas doulz au françois. L'étude et l'enseignement du grec dans la France ancienne (IVe siècle-1530). Aix-en-Provence, Presses universitaires de Provence, « Héritages méditerranéens », 2014.
- Maxime de Riez entre l'histoire et la légende. Dynamius le Patrice, « Vie de saint Maxime, évêque de Riez ». Fauste de Riez, « Panégyrique de saint Maxime, évêque et abbé ». Valensole, Aurorae Libri, 2014 (avec la collaboration de Philippe Borgard, Jean Guyon, Marc Heijmans & Paul-André Jacob).

## Sources
1. ↑  Notice Bnf.
2. ↑  « L'annuaire / a-Ulm », sur ens.fr (consulté le 4 octobre 2021).
3. ↑  Thèse de doctorat, notice du Sudoc  à l'université Paris-IV.
4. ↑  Décret de nomination, Journal officile .
5. ↑  « Qui sommes-nous ? », sur Connaissance hellénique (consulté le 5 septembre 2020).